# American Appraisal
American Appraisal Associates, Incorporated ist ein unabhängiges Bewertungsunternehmen, dessen Schwerpunkte auf der Beratung bezüglich des Wertes eines Unternehmens, der Bewertung von materiellen und immateriellen Vermögenswerten sowie der Unterstützung bei komplexen Bewertungsfragen liegen. 

## Unternehmensdaten
American Appraisal beschäftigt insgesamt rund 1000 Mitarbeiter an 50 Standorten. Der Hauptsitz liegt in Milwaukee im Bundesstaat Wisconsin, USA.

## Geschichte

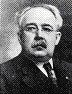
William M. Young

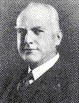
John L. Moon

Im Jahre 1896 schlossen sich William M. Young und John L. Moon in Milwaukee zusammen, um für ihre Kunden verlässliche Bewertungen zu erstellen. Inspiriert wurden sie dabei von einem Versicherungsfall, bei dem ein Farmer Probleme hatte, den Wert eines durch Brand zerstörten Getreidesilos zu bestimmen. Der erste Kunde von American Appraisal war die Schlitz Brewing Company aus Milwaukee.
1910 wurde American Appraisal zum größten Unternehmen seiner Art und beschäftigte 200 Mitarbeiter, die in den gesamten USA sowie Kanada Bewertungen durchführten. 
1920 und die folgende Dekade war gekennzeichnet durch die industrielle Expansion amerikanischer Unternehmen, die durch eine noch nie da gewesenen Fülle von Aktien und Anleihen finanziert wurde. Die einhergehende Nachfrage nach unabhängigen Unternehmensbewertungen führte im Jahre 1924 zur Eröffnung des 20. Büros in den USA. London und Berlin folgten in dieser Zeit. Auch die ersten immateriellen Bewertungen, wie die Bewertung von Firmennamen, wurden in dieser Zeit von American Appraisal durchgeführt.  
Im Ausklang des Zweiten Weltkrieges beauftragte die Regierung der USA American Appraisal mit der Bestandsaufnahme, der Bewertung und der Beratung bei Veräußerungen von überschüssigen Beständen in Europa, Asien und im Pazifikraum.
Die 1950er und 1960er Jahre waren durch die Übernahme anderer Beratungsfirmen und die Gründung weiterer nationaler Niederlassungen geprägt.
Im Rahmen der Kapitalaufbringungen für ausgedehnte Übernahmen zur Diversifizierung des Unternehmens ging American Appraisal im Juni 1971 an die Börse und wurde an der Nasdaq gelistet. Nach einem Management-Buy-out im Jahre 1994 wird American Appraisal wieder von den Mitarbeitern geführt. 
Seit dem Jahre 2000 wirkt American Appraisal in Ausschüssen mit, die u. a. die US-Börsenaufsicht (SEC) in Bewertungsangelegenheiten unterstützten.

## Unternehmensstruktur
American Appraisal besitzt außerhalb der USA die Struktur einer Holding mit zum Teil rechtlich selbständigen Tochterunternehmen unter anderem an folgenden Standorten (Stand August 2007):
- Frankfurt am Main, Deutschland
- London, England
- Moskau, Russische Föderation
- Prag, Tschechische Republik
- Barcelona, Spanien
- Lissabon, Portugal
- Mailand, Italien
- Athen, Griechenland
- Warschau, Polen
- Tokio, Japan
- Peking, China
- Hong Kong, China
- Bangkok, Thailand

## Leistungen
American Appraisal ist heute weltweit in folgenden vier Geschäftsbereichen tätig:
- Bewertungen
- Beratung bei Geschäftsabschlüssen
- Immobilien Beratung
- Management des Anlagevermögens

Die Disziplin der klassischen Bewertungen stellt auch heute noch den größten Bereich der Unternehmenstätigkeit dar.

## American Appraisal Germany

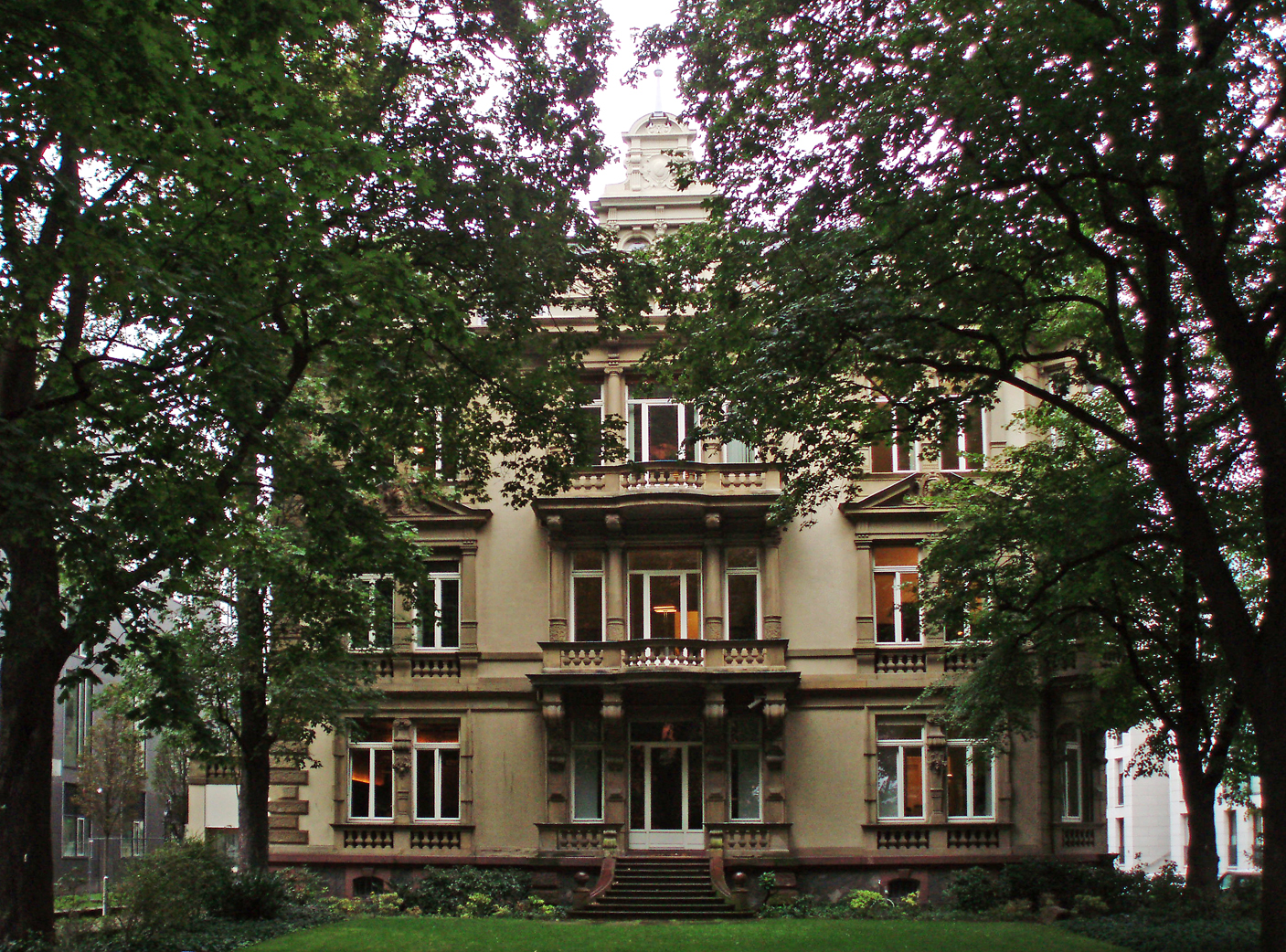
Sitz an der Bockenheimer Landstraße

Die Zentrale für Deutschland und Mitteleuropa ist, seit dem Umzug aus Berlin im Jahre 2003, Frankfurt am Main. Am dortigen Standort im Frankfurter Westend beschäftigt American Appraisal rund 40 Mitarbeiter, die in folgenden Abteilungen tätig sind:
- Bewertung von immateriellen Vermögenswerten
- Bewertung von Immobilien
- Bewertung von Maschinen und Anlagen
- Risiko- und Versicherungsmanagement

Weitere Außenstellen unterhält das Frankfurter Büro in Prag, Budapest und Warschau. 